# Ann Akinjirin
Ann Akinjirin (* 28. Mai 1984 in London) ist eine britische Schauspielerin, Autorin und Theaterregisseurin nigerianischer Herkunft. Bekanntheit erlangte sie durch ihre Rollen als Bobbi Kennedy in der Marvel-Miniserie Moon Knight (2022), als Detective Sergeant Vanessa Ekwensi in der BBC-Krimiserie Strike sowie als Fanny Kirrin in der BBC-Neuverfilmung The Famous Five (seit 2023).

## Leben
Akinjirin wuchs in London auf und absolvierte ihre Ausbildung an der Sylvia Young Theatre School, der BRIT School, der University of Bedfordshire sowie am Drama Studio London. 2013 gründete sie die Theatercompagnie Harts, deren künstlerische Leiterin sie bis 2020 war und mit der sie u. a. das Young Harts Writing Festival etablierte.

## Karriere

### Fernsehen und Streaming
- 2018–2025: wiederkehrende Rolle der DS Vanessa Ekwensi in Strike (BBC/HBO)[5]
- 2020: Alissa in I May Destroy You (BBC/HBO)[1]
- 2020: Dee in Trigonometry (BBC Two)[3]
- 2021: Precious in Beforeigners (HBO Max)[3]
- 2022: Bobbi Kennedy in Moon Knight (Disney+)[1]
- seit 2023: Fanny Kirrin in The Famous Five (BBC)[2]

### Film
- 2025: Dreamers – Rolle: Farah; Weltpremiere in der Berlinale-Sektion Panorama[6]
- 2024: Old Guy

### Theater
Akinjirin arbeitet regelmäßig als Regisseurin und Bewegungscoach für britische Bühnen, u. a. bei Deafinitely Theatre und dem National Youth Theatre.